# Sena i Oise

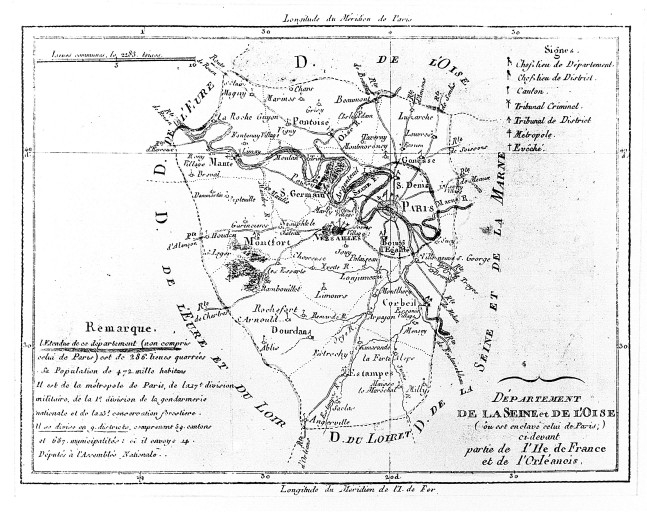
Antic mapa del departament

Sena i Oise o Seine-et-Oise (francès) fou departament francès, avui desaparegut, que era identificat amb el codi 78. Fou un dels 83 departaments creats durant la Revolució Francesa el 4 de març de 1790, en aplicació de la llei del 22 de desembre de 1789, a partir d'una part de la província de l'Illa de França.

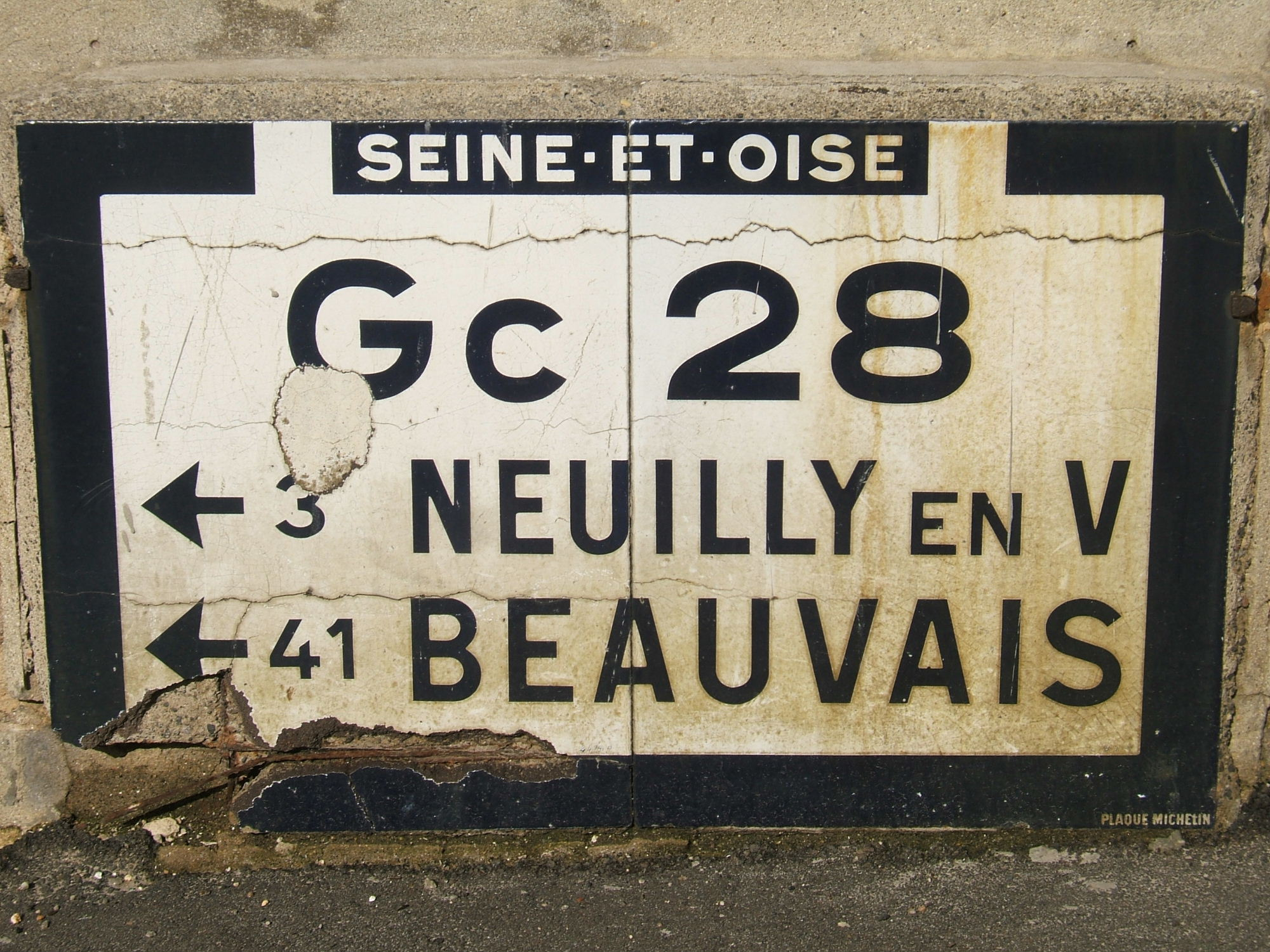
Un antic senyal Michelin a Marines

Fou suprimit l'1 de gener de 1968, com el departament del Sena, al qual voltava completament, quan es va aplicar la llei del 10 de juliol de 1964 que redefinia tota la regió parisenca. En aquesta reforma van aparèixer els departaments de l'Essonne, la Val-d'Oise i de les Yvelines. Alguns municipis van passar al departament dels Alts del Sena (9 en total: Chaville, Garches, Marnes-la-Coquette, Meudon, Rueil-Malmaison, Saint-Cloud, Sèvres, Vaucresson i Ville-d'Avray) al departament de Sena Saint-Denis (16 municipis: Aulnay-sous-Bois, Le Blanc-Mesnil, Clichy-sous-Bois, Coubron, Gagny, Gournay-sur-Marne, Livry-Gargan, Montfermeil, Neuilly-Plaisance, Neuilly-sur-Marne, Noisy-le-Grand, Le Raincy, Sevran, Tremblay-en-France, Vaujours, Villepinte) i 18 més al departament de la Val-de-Marne.
La prefectura del departament era Versalles, i tenia com a subprefectures Corbeil (que es va convertir en Corbeil-Essonnes, i es va transferir a Évry el 1966), Étampes (fins al 1926), Mantes (que va esdevenir Mantes-la-Jolie) (excepte entre 1926 i 1943), Pontoise, Rambouillet (a partir de 1812), i, després de 1962, Montmorency, Palaiseau, Le Raincy i Saint-Germain-en-Laye. El 1966 s'hi van afegir dos altres districtes per tal de preparar els nous departaments, Argenteuil i Étampes. D'aquesta manera, en el moment de la supressió, el departament comptava amb 11 districtes, 68 cantons i 688 municipis (actualment en els mateixos límits hi ha 686 municipis).
La població el 1962, data de l'últim cens, era de 2.298.931 habitants, avui dia passen dels 4,5 milions d'habitants. La superfície era aproximadament de 5.600 km².
Estava envoltat pels departaments de l'Oise al nord, del Sena i Marne a l'est, del Loiret al sud, d'Eure-et-Loir i de l'Eure a l'oest. A més, el departament del Sena, que comprenia París i el seu cinturó, estava completament rodejat d'aquest departament.